# Hürm
Hürm est une commune autrichienne du district de Melk en Basse-Autriche.